# Late Night Tales
Late Night Tales y su predecesor Another Late Night son los nombres de una serie de álbumes recopilatorios curados por artistas de renombre. 

## Historia
Los álbumes comenzaron a publicarse en 2001 bajo el sello discográfico independiente británico, Night Time Stories Ltd. Ambas series fueron iniciadas por el escritor A.W. Wilde. Las pistas de cada uno de los álbumes son seleccionadas y mezcladas por un artista al que Late Night Tales le pide que cree la mejor mezcla nocturna. Entre los artistas que han participado en el proyecto se encuentran nombres como Groove Armada, Sly & Robbie, Belle & Sebastian, Air, Nouvelle Vague, Fatboy Slim, Snow Patrol, Jamiroquai, Arctic Monkeys o Agnes Obel. Muchos de los álbumes terminan con una narración leída por actores británicos como Benedict Cumberbatch, Will Self, Brian Blessed o Patrick Moore. Con la excepción de Jamiroquai, Air y las contribuciones de Bill Brewster, cada lanzamiento incluye una versión grabada por el artista que ejerce de curador.
La serie ha sido recibida con aclamación crítica, En 2011, el sello celebró su décimo aniversario con una caja que incluía todos los álbumes lanzados hasta la fecha. La compilación de Friendly Fires lanzada en noviembre de 2012 marcó el 30.º de la serie.

## Lanzamientos
Another Late Night: Fila Brazillia fue el primer título de la serie, lanzado el 19 de febrero de 2001, fue mezclado y seleccionado por el dúo de música electrónica Fila Brazillia. El álbum presenta canciones que, como dice la banda, "representan parte de la individualidad y la invención que nos ha inspirado en los últimos veinte años". Para la versión interpretada por el artista anfitrión, la banda eligió "Nature Boy" de Nat King Cole. Ese mismo año fueron lanzados los álbumes recopilados por el Dj escocés Howie B y los productores discográficos Rae & Christian. El 18 de febrero de 2002 fue publicado el álbum curado por el dúo Zero 7, seguido del de Groove Armada, que llevó como versión el "Fly Me to the Moon" de Frank Sinatra. El músico y skateboarder estadounidense Tommy Guerrero fue el primer artista no británico en curar un álbum para Late Night Tales, recopilando una selección de temas de jazz y blues de artistas como Muddy Waters, Santana, Bill Withers o Rufus Thomas. La canción elegida por Guerrero para su versión fue "Come Together" de los Beatles. Kid Loco, Nightmares on Wax, Sly & Robbie y Jamiroquai publicaron sus recopilarios a lo largo de 2003. Jamiroquai fue el primer artista que no incluyó ninguna versión en su álbum. Late Night Tales: Jamiroquai fue reeditado en 2005 en una edición de lujo y de nuevo en noviembre de 2010 con una edición remasterizada. En 2004 se lanzaron los álbumes curados 
por Turin Brakes y Four Tet, este último fue reeditado en 2013. El 7 de marzo de 2005 fue publicado el álbum recopilado por la banda estadounidense The Flaming Lips, que incluyó una versión del tema "Seven Nation Army" de The White Stripes.
En febrero de 2006, la banda escocesa Belle & Sebastian publicó Late Night Tales: Belle & Sebastian. Una semana antes de la publicación del álbum, la banda lanzó el sencillo de edición limitada, con la versión seleccionada para el álbum, el tema "Casaco Marron" del grupo brasileño Trio Esperança, acompañado en la cara B por la locución del texto "When I Was A Little Girl", escrito y narrado por el artista visual David Shrigley. Late Night Tales: Air fue el siguiente lanzamiento de la serie. Mezclado por Jean-Benoît Dunckel de la banda francesa Air, originalmente se pensó como el decimocuarto lanzamiento de la serie, programado para ser publicado el 3 de octubre de 2005. Sin embargo, varios retrasos hicieron que el álbum fuera publicado en septiembre de 2006, unos meses más tarde que el álbum de Belle & Sebastian.
El 23 de octubre de 2006 se publicó Late Night Tales: David Shrigley (Shrigley Forced to Speak with Others), una edición especial de la serie Late Night Tales compuesta exclusivamente de narraciones escritas por el artista visual David Shrigley. Durante el año 2007 fueron publicados los álbumes curados por la banda francesa Nouvelle Vague, el Dj noruego Lindstrøm y el británico Fatboy Slim. Al año siguiente Groove Armada volvió a curar un nuevo álbum para el proyecto, seguido del lanzamiento del álbum Late Night Tales: Matt Helders, mezclado por Matt Helders, baterista de la banda británica Artic Monkeys.
El 21 de septiembre de 2009 fue publicado el álbum recopilado por Gary Lightbody y Tom Simpson, miembros de la banda de rock británica Snow Patrol. Late Night Tales: Snow Patrol fue presentado en una fiesta abierta al público en un pub de Londres, donde Lightbody y Simpson, junto con Richard Colburn de Belle & Sebastian, ejercieron de Disc jockeys. La banda grabó para el disco una versión del tema "New Sensation" de INXS.
En junio de 2010 se publicó el álbum curado por el grupo de nu jazz británico The Cinematic Orchestra. El 28 de marzo de 2011 se lanzó el álbum Late Nignt Tales: Midlake. La selección de Midlake mezcla estilos muy diferentes, con temas de Bob Carpenter, Fairport Convention, Steeleye Span, Björk o Vashti Bunyan. También incluyó la versión de da la banda de la canción de Black Sabbath "Am I Going Insane" de su álbum Sabotage de 1975.
En 2011 fueron publicados los álbumes curados por el Dj danés Trentemøller y por el grupo estadounidense de rock alternativo MGMT. En marzo de 2012 se presentó la segunda colaboración de Belle & Sebastian con el proyecto Late Night Tales. En junio, Tom Findlay, del dúo Groove Armada, publicó una edición especial dedicada el soft rock de los años 70 y 80 bajo el título de Late Night Tales: Music for Pleasure, incluyendo temas originales de artistas como Robert Palmer o Kenny Loggins y bandas como Toto, Hall & Oates, Steve Miller Band o Electric Light Orchestra. En 2014 se publicó una segunda parte de este trabajo bajo el título de Late Night Tales presents Automatic Soul. A finales del verano de 2012 fue publicado el álbum curado por el grupo de música electrónica Metronomy. El 5 de noviembre de 2012 fue publicado el trigésimo lanzamiento de la serie; Late Night Tales: Friendly Fires, curado por la banda de indie rock británica Friendly Fires.
En mayo de 2013 fue publicado Late Night Tales Presents After Dark, el primer álbum de un Spin Off dentro de la serie Late Night Tales dedicado a la música dance. Esta serie, que fue mezclada y producida por el Dj Bill Brewster, tuvo continuidad con la publicación de dos títulos más; Late Night Tales Presents After Dark: Nightshift (2014) y Late Night Tales Presents After Dark: Nocturne (2015).
En 2013 fueron publicados los álbumes curados por el dúo noruego de música electrónica Röyksopp y el Dj británico Bonobo. El grupo de rock Django Django publicó su álbum en mayo de 2014 y en septiembre, le llegó el turno a la banda escocesa Franz Ferdinand, que incluyeron una versión del tema "Leaving My Old Life Behind" de Jonathan Halper.

El músico británico Jon Hopkins fue el anfitrión del siguiente álbum de la serie, Late Night Tales: Jon Hopkins que incluyó una versión de Hopkins del tema “I Remember” de la banda neoyorkina de rock experimental, Yeasayer. En septiembre de 2015 se publicó el álbum curado por el compositor alemán Nils Frahm.
En 2016 fueron publicados los álbumes comisariados por el Dj Sasha, el músico islandés Ólafur Arnalds y David Holmes. El álbum curado por Sasha inicialmente iba a tener el mismo formato recopilatorio que los demás álbumes de la serie, pero finalmente el Dj y la discográfica optaron por convertirlo en un álbum original de remixes. Late Night Tales Presents Sasha: Scene Delete ocupó los primeros puestos de las listas de éxitos UK Dance Chart y Billboard Dance/Electronic Albums.
En julio de 2017 se publicó el álbum curado por la banda canadiense BadBadNotGood El 25 de mayo de 2018 se publicó el álbum Late Night Tales: Agnes Obel, seleccionado por la danesa Agnes Obel. El álbum incluye una mezcla de piezas originales de artistas como Nina Simone, Henry Mancini, Ray Davies, Can o Yello, junto con temas propios escritos por Obel y adaptaciones de poemas. En abril de 2018, se presentó el tema original, "Poem About Death”, una adaptación de un poema de la poeta danesa Inger Christensen. En marzo de 2019 se lanzó el álbum curado por el músico británico Sam Shepherd, conocido por el nombre artístico de Floating Points.

## Álbumes
- 2001 - Another Late Night: Fila Brazillia (Fila Brazillia)
- 2001 - Another Late Night: Howie B (Howie B)
- 2001 - Another Late Night: Rae & Christian (Rae & Christian)
- 2002 - Another Late Night: Zero 7 (Zero 7)
- 2002 - AnotherLateNight: Groove Armada (Groove Armada)
- 2002 - Another Late Night: Tommy Guerrero (Tommy Guerrero)
- 2003 - Another Late Night: Kid Loco (Kid Loco)
- 2003 - Late Night Tales: Nightmares on Wax (Nightmares on Wax)
- 2003 - Late Night Tales: Sly & Robbie (Sly & Robbie)
- 2003 - Late Night Tales: Jamiroquai (Jamiroquai)
- 2004 - Late Night Tales: Turin Brakes (Turin Brakes)
- 2004 - Late Night Tales: Four Tet (Four Tet)
- 2005 - Late Night Tales: The Flaming Lips (The Flaming Lips)
- 2006 - Late Night Tales: Belle & Sebastian (Belle & Sebastian)
- 2006 - Late Night Tales: Air (Air)
- 2006 - Late Night Tales: David Shrigley (David Shrigley)
- 2007 - Late Night Tales: Nouvelle Vague (Nouvelle Vague)
- 2007 - Late Night Tales: Lindstrøm (Lindstrøm)
- 2007 - Late Night Tales: Fatboy Slim (Fatboy Slim)
- 2008 - Late Night Tales: Groove Armada (Groove Armada)
- 2008 - Late Night Tales: Matt Helders (Arctic Monkeys
- 2009 - Late Night Tales: Snow Patrol (Snow Patrol
- 2010 - Late Night Tales: The Cinematic Orchestra (The Cinematic Orchestra
- 2011 - Late Night Tales: Midlake (Midlake
- 2011 - Late Night Tales: Trentemøller (Trentemøller
- 2011 - Late Night Tales: MGMT (MGMT
- 2012 - Late Night Tales: Belle and Sebastian Vol. II (Belle & Sebastian
- 2012 - Late Night Tales: Music For Pleasure (Tom Findlay
- 2012 - Late Night Tales: Metronomy (Metronomy
- 2012 - Late Night Tales: Friendly Fires (Friendly Fires
- 2013 - Late Night Tales Presents After Dark (Bill Brewster)
- 2013 - Late Night Tales: Röyksopp (Röyksopp)
- 2013 - Late Night Tales: Bonobo (Bonobo)
- 2014 - Late Night Tales: Django Django (Django Django)
- 2014 - Late Night Tales Presents After Dark: Nightshift (Bill Brewster)
- 2014 - Late Night Tales: Franz Ferdinand (Franz Ferdinand)
- 2014 - Late Night Tales presents Automatic Soul (Tom Findlay)
- 2015 - Late Night Tales: Jon Hopkins (Jon Hopkins)
- 2015 - Late Night Tales Presents After Dark: Nocturne (Bill Brewster)
- 2015 - Late Night Tales: Nils Frahm (Nils Frahm)
- 2016 - Late Night Tales presents Sasha : Scene Delete (Sasha)
- 2016 - Late Night Tales: Ólafur Arnalds (Ólafur Arnalds)
- 2016 - Late Night Tales: David Holmes (David Holmes)
- 2017 - Late Night Tales: BadBadNotGood (BadBadNotGood)
- 2018 - Late Night Tales: Agnes Obel (Agnes Obel)
- 2019 - Late Night Tales: Floating Points (Floating Points)